# Willow Park Stable
La Willow Park Stable est une écurie américaine dans le comté de Larimer, dans le Colorado. Protégée au sein du parc national de Rocky Mountain, elle est inscrite au Registre national des lieux historiques depuis le 20 juillet 1987 et constitue une propriété contributrice au district historique de Fall River Entrance depuis le 29 janvier 1988.